# Almira Skripchenko
Almira Skripchenko (Kishinev, 17 de fevereiro de 1976) é uma jogadora de xadrez moldava naturalizada francesa, vencedora do Campeonato Europeu Feminino de Xadrez em 2001.

## Xadrez
Nasceu em Kishinev e começou a jogar xadrez quando tinha 6 anos de idade. Em 1991, a Moldávia tornou-se independente da União Soviética. Com isso, Skripchenko pode participar pela primeira vez do Campeonato Mundial de Xadrez para a Juventude. Ela foi campeã sub-16 em 1992, em Duisburg, Alemanha e, em 1993, ela levou a medalha de bronze no Mundial sub-18.
Em 2001, aos 25 anos de idade, ela comemorou o seu maior sucesso, ganhando o de Campeonato Europeu Feminino de Xadrez. Em 2004, ela ganhou a Copa Norte dos Urais, o segundo super-torneio internacional feminino de xadrez. Realizada em Krasnoturinsk, o torneio contou com dez dos mais fortes jogadoras do mundo. Skripchenko terminou meio ponto à frente de Maia Chiburdanidze, o ex-campeã do Mundo. Skripchenko atingiu as quartas-de-final do Campeonato Mundial feminino de Xadrez em 2000, 2001 e 2010.